# Decaschistia parviflora
Decaschistia parviflora är en malvaväxtart som beskrevs av Wilhelm Sulpiz Kurz. Decaschistia parviflora ingår i släktet Decaschistia och familjen malvaväxter. Inga underarter finns listade i Catalogue of Life.